# هوریتسه (ناحیه ییچین)
هوریتسه (به چکی: Hořice) یک شهر، شهرستان دارای شهرک سابقاً روستا و شهرستان جمهوری چک در جمهوری چک است که در شهرستان ییچین واقع شده‌است.
 هوریتسه  ۹٬۰۲۵ نفر جمعیت دارد.